# Susanne Wantoch
Susanne Wantoch (Trenčín, 28 luglio 1912 – Raxalpa, luglio 1959) è stata una scrittrice, giornalista e traduttrice austriaca. La sua opera più significativa è il romanzo Nan Lu, che trae ispirazione dalla propria esperienza di esilio in Cina.

## Biografia
Susanne Wantoch, nata Eisenberger, crebbe a Linz. Il padre era un chimico, la madre impiegata presso il quotidiano socialdemocratico Oberösterreichisches Tagblatt. Nel 1930 conseguì il diploma di maturità a Vienna, l'anno successivo aderì all'organizzazione giovanile del Partito Comunista d'Austria, per poi iscriversi al partito. In seguito all'annessione dell'Austria alla Germania nazista emigrò a fianco del marito, il medico Arno Theodor Wantoch, dapprima a Londra e da lì a Shanghai. A differenza della maggior parte degli emigranti ebrei in Cina, la coppia non si stanziò nella metropoli cosmopolita, bensì proseguì il viaggio raggiungendo la provincia di Henan. Theodor Wantoch morì poco dopo di tifo, mentre Susanne Wantoch trascorse in Cina tutto il periodo della Seconda guerra mondiale, dove fu testimone in prima persona della guerra civile e dell'occupazione giapponese. Fece ritorno in Austria nel 1947. Nel 1948 pubblicò per le edizioni del partito comunista (Globus) il romanzo Nan Lu (che in cinese significa letteralmente "l'arduo percorso"), nel quale diede testimonianza dei drammatici eventi storici della guerra in Cina. Questa pubblicazione rappresenta un unicum, in quanto di fatto Susanne Wantoch fu la sola tra gli scrittori emigrati in Cina a riuscire a dare alle stampe un proprio scritto al ritorno dall'esilio. Tuttavia il volume non ebbe alcuna fortuna, probabilmente a causa dell'atmosfera anticomunista e antiebraica che caratterizzava il panorama politico austriaco del dopoguerra. Dal 1947 Wantoch operò a Vienna come giornalista, soprattutto per testate di sinistra (come l'Österreichisches Tagebuch), concentrandosi a partire dai primi anni '50 sulla critica cinematografica. Dopo la repressione violenta della Rivoluzione ungherese del 1956, Wantoch si allontanò dal partito, perdendo così gran parte della sua fonte di reddito. Morì durante un'escursione in montagna nel 1959. In mancanza di accertamenti relativi alle circostanze del decesso, non è mai stato chiarito se si sia trattato di un incidente o di un suicidio.

## Opere
- Nan Lu. Die Stadt der verschlungenen Wege. Eine Erzählung aus dem China von heute. Vienna 1948. Nuova edizione: Nan Lu. Die Stadt der verschlungenen Wege, a cura di Tomas Sommadossi. Berlino 2018.
- (trad.) Hewlett Johnson: Ein Viertel der Menschheit. Chinas neues schöpferisches Zeitalter. Vienna 1954. Titolo originale: China's New Creative Age. Londra 1953.
- Das Haus in der Brigittastraße. Vienna 1955.
- 16 Tage im neuen Rumänien. Bericht über die Studienreise einer Gruppe österreichischer Intellektueller durch die Rumänische Volksrepublik. Vienna 1955.
- Von Nichts zu Nichts ein eiserner Balkon. Gedichte. Vienna 1970 (postumo).